# Strada statale 88 dei Due Principati
La strada statale 88 dei Due Principati (SS 88) è una strada statale italiana che collega  Salerno, Avellino e Benevento terminando presso Pontelandolfo.

## Storia
La SS 88 venne istituita nel 1928 con il seguente percorso: Salerno - Mercato San Severino - Avellino - Benevento - Innesto con la SS 87 presso Pontelandolfo con un'estensione di km 97,375.
Fra il 1928 e il 1937 la tratta iniziale fra Salerno e Fratte ospitò i binari di una diramazione urbana della tranvia Salerno-Pompei, gestita dalla società Tranvie Elettriche della Provincia di Salerno (TEPS).

## Percorso
Il percorso originario si snodava nella valle del fiume Irno e le colline dell'Irpinia e del Sannio, toccando varie località tra cui Baronissi, Mercato San Severino, Montoro, Bellizzi Irpino, Avellino, Benevento e Pontelandolfo.
In seguito il percorso è stato diviso in diverse tratte ognuna di competenza della provincia di appartenenza ed in particolare:
- Il tratto che attraversa la provincia di Salerno è stato rinominato SR 88 ed è suddiviso in due tronchi: il primo tratto, denominato SR 88/a, inizia dal confine con la provincia di Avellino e termina al bivio con la SP 222; il secondo tratto va dall'innesto con la SP 222 fino al bivio con la SP 26.
- Il tratto nella provincia di Avellino è denominato SP ex SS 88.
- Nel tratto compreso tra il confine della provincia di Avellino e Benevento ha assunto il nome di SP 12, mentre il tratto compreso tra Benevento e Pontelandolfo è stato assegnato alla SS 372 e alla SS 87.